# 熒光增白劑

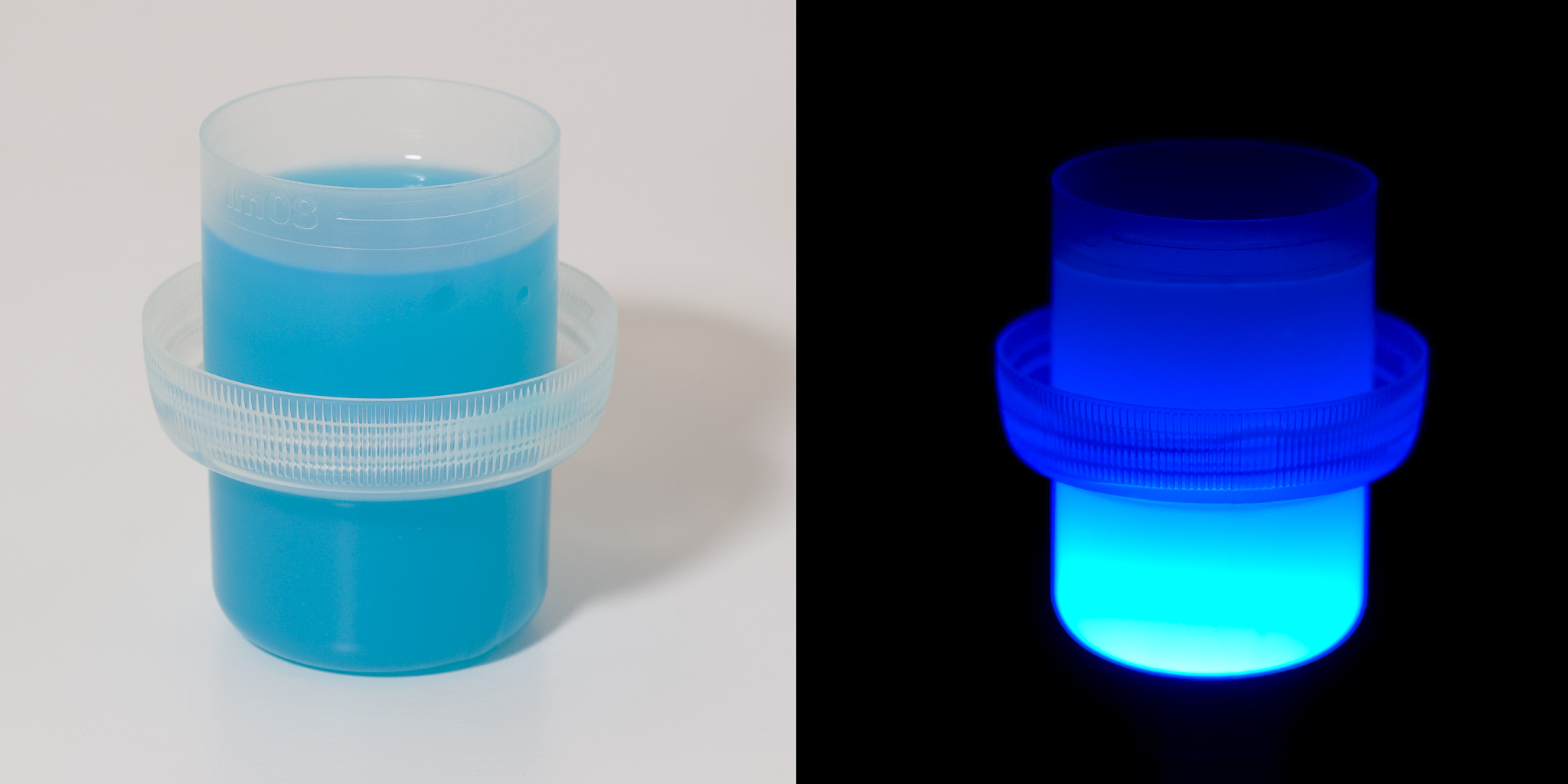
紫外线照射下的洗衣粉会出現荧光現象

熒光增白劑是對一類化合物的統稱，它能使布和纸（造紙業使用的熒光增白劑為鈉鹽）的外观颜色變得更亮和更白。這類化合物能吸收電磁波譜中紫外线和可見光谱中紫色（通常波長为340-370纳米）的光，重新发射可見光谱中蓝色（通常波長为420-470纳米）的光。這是一種荧光現象。熒光增白劑由於能發射更多的蓝光，使原本呈現黄色或橙色的物體看起来不那么黄。